# Нојкирхен бајм Хајлиген Блут
Нојкирхен бајм Хајлиген Блут (њем. Neukirchen beim Heiligen Blut) град је у њемачкој савезној држави Баварска. Једно је од 38 општинских средишта округа Кам. Према процјени из 2010. у граду је живјело 3.917 становника. Посједује регионалну шифру (AGS) 9372144.

## Географски и демографски подаци
Нојкирхен бајм Хајлиген Блут се налази у савезној држави Баварска у округу Кам. Град се налази на надморској висини од 485 метара. Површина општине износи 59,8 km². У самом граду је, према процјени из 2010. године, живјело 3.917 становника. Просјечна густина становништва износи 65 становника/km².